# Râul Berezina
Berezina (în belarusă Бярэзіна, în rusă Березина) este un afluent al Niprului cu lungimea de 613 km, care este situat în Belarus.

## Curs
Râul izvorăște din regiunea deluroasă cu morene „Giarșînskaia Hara” care ating altitudinea de 315 m deasupra n.m. și care se află într-un parc național în apropiere de orașul Lepel. Berezina curge de la nord spre sud traversând orașele Barâsau, Babruisk și Svetlagorsk iar la vest de Homel (Gomel) se varsă în Nipru.

## Afluenți
- Barâsau (Borisov)
- Babruisk (Bobruisk)
- Svetlahorsk (Svetlogorsk)

## Istoric
- Regele Suediei Carol al XII-lea a traversat Berezina (1708) în „Războiul Nordului” împotriva lui Petru cel Mare.
- Bătălia de la Berezina (1812) a intrat în istorie ca o înfrângere a armatei franceze sub conducerea lui Napoleon în timpul retragerii din Rusia.